# Wyborneberg
Wyborneberg är ett berg i Antarktis. Det ligger i Östantarktis. Nya Zeeland gör anspråk på området. Toppen på Wyborneberg är 1 214 meter över havet, eller 22 meter över den omgivande terrängen. Bredden vid basen är 0,49 km.
Terrängen runt Wyborneberg är huvudsakligen kuperad, men åt nordväst är den bergig. Trakten är obefolkad. Det finns inga samhällen i närheten.